# Phygadeuon fraternae
Phygadeuon fraternae är en stekelart som beskrevs av Horstmann 2001. Phygadeuon fraternae ingår i släktet Phygadeuon och familjen brokparasitsteklar. Inga underarter finns listade i Catalogue of Life.